# Aspalathus steudeliana
Aspalathus steudeliana là một loài thực vật có hoa trong họ Đậu. Loài này được Brongn. miêu tả khoa học đầu tiên.